# Adolf Pleva
Adolf Pleva (1914 – 1981) byl český fotbalista, útočník.

## Fotbalová kariéra
Hrál za SK Slezská Ostrava (1932–1945). Začal jako velmi úspěšný útočník, dvakrát byl nejlepším střelcem Slezské. S postupem let přešel do zálohy, ale ofenzívní schopnosti mu zůstaly. Byl velmi důsledným i při střežení protihráčů. Jeho stálá vysoká výkonnost vedla k několika nabídkám z obou pražských „S“. Podle novinových zpráv nabízeli Plevovi, zvanému „Lopík“, 400 000 korun. Hráč, který Slezské zůstal věrný od žákovského věku, nastupoval od druhé třídy až do ligy – jako jediný prošel všemi soutěžemi až po nejvyšší. V lize stačil ještě sehrát 83 utkání, dal v nich 20 gólů.